# Густав Карлсон
Густав Иванович Карлсон е флотски механик и първият водолаз на служба в българския военен флот.

## Биография
Роден е на 12 август 1855 г. в Кронщат, Руска империя. Военна подготовка получава в Кронщадското адмиралтейство. През 1876 г. постъпва на служба като водолаз в пристанището на Кронщат. По време на Руско-турската война от 1877 – 1878 г. е машинист и водолаз на руския флот в река Дунав. На 1 август 1879 г. е назначен за водолаз във Флотилията и Морската част в Русе. От 31 януари 1885 г., след изпит, е назначен за механик II разряд. В продължение на 27 години служи в българския военен флот. На 1 ноември 1911 г., заедно със сина си Фердинанд Карлсон, основава Командитно дружество „Карлсон и С-ие“ в Русе. То изработва част от първите български гранати по поръчка на военното министерство през 1912 г. Дружеството участва в строежа на парния катер „Калиакра“.
Удостоен е с два златни и два сребърни медала и с кавалерски кръст за заслуга за участието си в две войни и служба във военния флот.
Умира на 21 ноември 1942 г. в Разград.